# 松塚バイパス
松塚バイパス（まつづかバイパス）は、福島県岩瀬郡鏡石町から須賀川市に至る国道118号のバイパス道路である。

## 概要
- 起点 - 岩瀬郡鏡石町蒲之沢
- 終点 - 須賀川市松塚
- 延長 - 3.4km
- 幅員 - 6.5(10.5)m

須賀川市の地域間の連絡強化と、福島空港へのアクセス強化のために2008年度から市町村合併支援道路整備事業として事業化された。起点の蒲之沢で既に整備されていた福島県道67号中野須賀川線と接続し、その先の一里坦交差点にて接続する国道118号バイパス区間（一里坦交差点 - 和田）を介することで須賀川市中心部を通過する国道118号現道を南側に迂回するバイパスルートを成す。釈迦堂川渡河部は既に須賀川市道として供用されていた路線800mを利用している。東北自動車道をアンダーパスする部分では、高速道路上の交通を確保しながら工事を行うためにHEP＆JES工法を用い2年7ヶ月の短期間で竣工した。この事例が評価され、平成29年度全建賞を受賞している。

## 沿革
- 2008年度 - 事業開始
- 2011年度 - 工事着手
- 2012年4月10日 - 東北自動車道アンダーボックス部着工。
- 2013年12月27日 - 当バイパス区間の国道路線への認定に伴い、当バイパス起点と国道4号・国道118号一里坦交差点の間の福島県道67号中野須賀川線、及び釈迦堂川渡河部の須賀川市道が国道118号に編入される[2]。
- 2014年11月25日 - 東北自動車道アンダーボックス部竣工。
- 2016年1月12日 - 第1工区1,500mと市道改良部の合計2,300mが暫定供用[3]。
- 2016年11月8日 - 終点側500mが現道分岐部の交差点改良のために供用される[4]。
- 2017年4月25日 - 須賀川市稲から松塚までの第2工区の残りの区間が開通し、全線開通する[5]。
- 2018年3月9日 - 全線開通に伴い須賀川市中心市街地を経由する国道118号現道の一部（須賀川市和田番屋から同市堀底町の福島県道67号中野須賀川線交点までのおよそ4.4km）が福島県道63号古殿須賀川線へ移管される[6]。

## 道路施設
松塚上橋
- 全長：55.0m
- 幅員：6.5（10.5）m
- 形式：鋼単純非合成箱桁橋
- 竣工：2015年3月
- 施工：東開工業

須賀川市松塚に位置し、一級水系阿武隈川水系釈迦堂川支流の稲川を渡る。松塚バイパス整備に伴い、市町村合併支援道路整備事業として建設された。総工費は2億9300万円。

## 接続路線
- 国道118号水戸方面・福島県道67号中野須賀川線（岩瀬郡鏡石町蒲之沢　起点）
- 国道118号会津若松方面（須賀川市松塚　終点）